# Linia kolejowa Petrovice u Karviné – Dětmarovice
Linia kolejowa Petrovice u Karviné - Dětmarovice – linia kolejowa we wschodniej części kraju morawsko-śląskiego. Linia kolejowa na całej długości jest dwutorowa i zelektryfikowana.

## Historia
Linia kolejowa została otwarta 17 grudnia 1855 roku. Po pierwszej wojnie światowej linia została podzielona granicą państwową pomiędzy  Czechosłowację i Polskę. Linia kolejowa została zelektryfikowana w 1963 roku. W latach 2001–2002 była przeprowadzana modernizacja. Linia kolejowa jest elementem II korytarza tranzytowego kolei czeskich o maksymalnej dopuszczalnej prędkości 160 km/h.